# パーヴェル・クロチキン
パーヴェル・アレクセイヴィチ・クロチキン（ロシア語: Павел Алексеевич Курочкин, ラテン文字転写: Pavel Alekseyevich Kurochkin、1900年11月19日（ユリウス暦11月6日） - 1989年12月28日）は、ソ連の軍人。上級大将。ソ連邦英雄。

## 経歴
スモレンスク県ヴャゼム郡ゴルネヴォ村の農家出身。冬宮襲撃の参加者。
1918年、赤軍に入隊。ロシア内戦時、騎兵小隊を指揮した。1920年、全連邦共産党（ボリシェヴィキ）に入党。1924年から連隊学校長、連隊参謀長を歴任。
1929年、フルンゼ名称軍事アカデミー入学、32年卒業。34年同校の大学院課程修了。その後、第1独立特別騎兵旅団参謀長、同旅団長、同部隊が拡張された第1独立特別騎兵師団長を務める。
ポーランド侵攻時、第2騎兵軍団参謀長であった。
冬戦争時、第28狙撃軍団長。1940年、参謀本部軍事アカデミーを卒業し、軍集団、軍を指揮。1941年、ザバイカル軍管区とオリョール軍管区の司令官を務める。
独ソ戦時、第20軍（1941年7月～）、第43軍（1941年8月）を指揮した後、スタフカ代表として北西戦線に向かい北西戦線司令官を1941年8月から1942年10月まで務めた。
その後10月に同戦線副司令官に降格され、さらに第11軍（1942年11月～）、第34軍（1943年3月～）司令官を務めた。
1943年6月から11月に再度北西戦線司令官を務めこの間に大将に昇進した。1944年2月～4月、第2白ロシア戦線を指揮したがドイツ軍の包囲に失敗し同戦線は解散した。その後降格され終戦まで第60軍を指揮。
1945年7月、クバン軍管区司令官、1946年7月、駐独軍集団副司令官、1947年5月、極東軍総司令官補佐官。1946年～1950年、ソ連最高会議代議員。1951年2月、参謀本部軍事アカデミー副校長、1954年5月、フルンゼ名称軍事アカデミー校長。1968年4月、ワルシャワ条約機構加盟国軍統合司令部に勤務。1970年、ソ連国防省監察総監部。

## 表彰・受勲
ソ連邦英雄（1945年6月29日）。1980年、レーニン賞を受章。